# Ogrody (Ostrowiec Świętokrzyski)
Osiedle Ogrody – osiedle samorządowe Ostrowca Świętokrzyskiego. Sąsiaduje z osiedlami: od zachodu Słonecznym, od północy Stawki, od wschodu Rosochy, a od południa Złotej Jesieni.
Na osiedlu znajduje się Publiczna Szkoła Podstawowa nr 5 im. Stefana Żeromskiego.

## Zasięg terytorialny
Osiedle obejmuje swym zasięgiem: bloki mieszkalne i domy jednorodzinne położone na terenie osiedla Ogrody, ul. dr Dziewulskiego, ul. Polną od ul. Mieczysława Radwana do ul. Leona Chrzanowskiego - lewa strona, ul. L. Chrzanowskiego od ul. Polnej do Al. Jana Pawła II - lewa strona, Al. Jana Pawła II od ul. L. Chrzanowskiego do ul. M. Radwana - lewa strona, ul. M. Radwana od Al. Jana Pawła II do ul. Polnej - lewa strona.